# Knud W. Jensen
Knud John Peter Wadum Jensen (født 7. december 1916 i København, død 12. december 2000) var en dansk ostegrosserer, museumsstifter og -leder. 
Han var desuden pengemanden bag dele af det danske litterære og kunstneriske miljø fra 1940'erne. Han finansierede Wivels Forlag og dettes tidsskrift Heretica, begge bestyret af vennen Ole Wivel. I 1952 købte han forlaget Gyldendal og gjorde Ole Wivel til direktør. I 1954 var han medstifter af foreningen kunst på arbejdspladsen, hvor han var bestyrelsesformand frem til 1961. I 1958 grundlagde han Louisiana - museum for moderne kunst, hvor han selv var direktør frem til 1991; museet ligger i Humlebæk i Nordsjælland.  
Jensens deltagelse i den kontroversielle sammenslutning Ringen før og under 2. verdenskrig, bl.a. sammen med digteren og senere Gyldendal-direktør Ole Wivel, har vakt fornyet diskussion om hans politiske overbevisning i hans ungdom.
I 1984 blev han udnævnt til æresdoktor ved Lunds Universitet, i 1986 modtog han den danske hæderspris Ingenio et arti af dronning Margrethe d. II og i 1991 blev han tildelt Rungstedlund-prisen.
Han er begravet på Humlebæk Kirkegård.